# Davis (West Virginia)
Davis ist eine Town im Tucker County im US-Bundesstaat West Virginia am Blackwater River.
Davis hat 624 Einwohner (Stand Census 2000) auf einer Fläche von 3 km².

## Geographie
Davis liegt im nördlichen Teil des Canaan Valley in der Nähe des Canaan Valley State Resort Park und ist teilweise vom Monongahela National Forest umgeben.
Die Stadt wird von der West Virginia State Route 32 tangiert.

## Geschichte
Davis wurde nach dem Politiker Henry G. Davis benannt. 

## Söhne und Töchter der Stadt
- Karl Lashley, Psychologe
- Frankie Yankovic, Polkamusiker